# Oco (Navarra)
Oco (en euskera: Oko) es un municipio español de la Comunidad Foral de Navarra, situado en la Merindad de Estella, en la comarca de Estella Oriental y a 69 km de la capital de la comunidad, Pamplona. Su población en 2024 fue de 63 habitantes (INE).

## Símbolos
El escudo de armas del lugar de Oco tiene el siguiente blasón:

Escudo cuartelado: 1.° y 4.° de gules y una estrella de oro de 6 puntas. 2.° y 3.° de oro y tres fajas de azur

Estas armas son una combinación de las del valle del Ega, la estrella de seis puntas, y las del palacio de armería de la localidad, las fajas.

## Geografía
La localidad de Oco está situada en la parte occidental de la Comunidad Foral de Navarra dentro de la Zona Media de Navarra o Navarra Media y la comarca geográfica de Tierra Estella, el Valle del Ega, comúnmente denominado Valdega; y a una altitud 503 m s. n. m. Su término municipal tiene una superficie de 4,92 km² y limita al norte con el municipio de Murieta, al este con el de Abáigar, al sur con el de Etayo y al oeste con el de Legaria.
.

## Demografía
Oco cuenta con una población de 63 habitantes (INE 2024).
| Gráfica de evolución demográfica de Oco entre 1842 y 2021                                                           |
| |
| Población de derecho según los censos de población del INE Población de hecho según los censos de población del INE |

## Historia
En un pequeño bosque junto al pueblo se localizó un yacimiento al aire libre del Neolítico-Bronce, en el que se recogió un lote de piezas líticas.
Fue villa de señorío realengo, cuyas cargas unificó por “fuero” (1250) el rey Teobaldo I de Navarra, cifrándolas en 300 sueldos anuales. Aunque también entonces fue vinculada al patrimonio de la Corona con carácter perpetuo, Carlos II de Navarra la cedió (1351) junto con Etayo y Riezu a Beltrán Vélez de Guevara, señor de Oñate, en reconocimiento a los servicios prestados. Durante algún tiempo dejó de pertenecer a don Beltrán, ya que se vendió por mandamiento real en 1369 a Miguel Pérez de Ciriza, hasta 1377. A la muerte de don Beltrán en 1395 volvió Oco a la Corona navarra, cediéndose primero a Remiro de Arellano, y luego en 1408 a don Pedro Vélez de Guevara, hijo de don Beltrán. En 1438, Juan II de Aragón cedió el lugar y las pechas de Oco, Etayo y Granada de Ega a Oger de Mauleón, y así Oco perteneció posteriormente a su hijo Carlos y su nieto Tristán de Mauleón, señores de Rada, quien la vendió (1492) al canónigo tudelano Fernando de Baquedano, secretario de Juan II y consejero de Juan III y Catalina.
Perteneció al valle de Ega hasta la disgregación de éste en 1846, pasando a ser ayuntamiento independiente.
En 1847 tenía escuela, dotada con 1100 reales, y eran los vecinos quienes ejercían el derecho de presentación del abad de la parroquia. A comienzos del siglo XX se constituyó una Caja Rural.

## Patrimonio

### Arte religioso

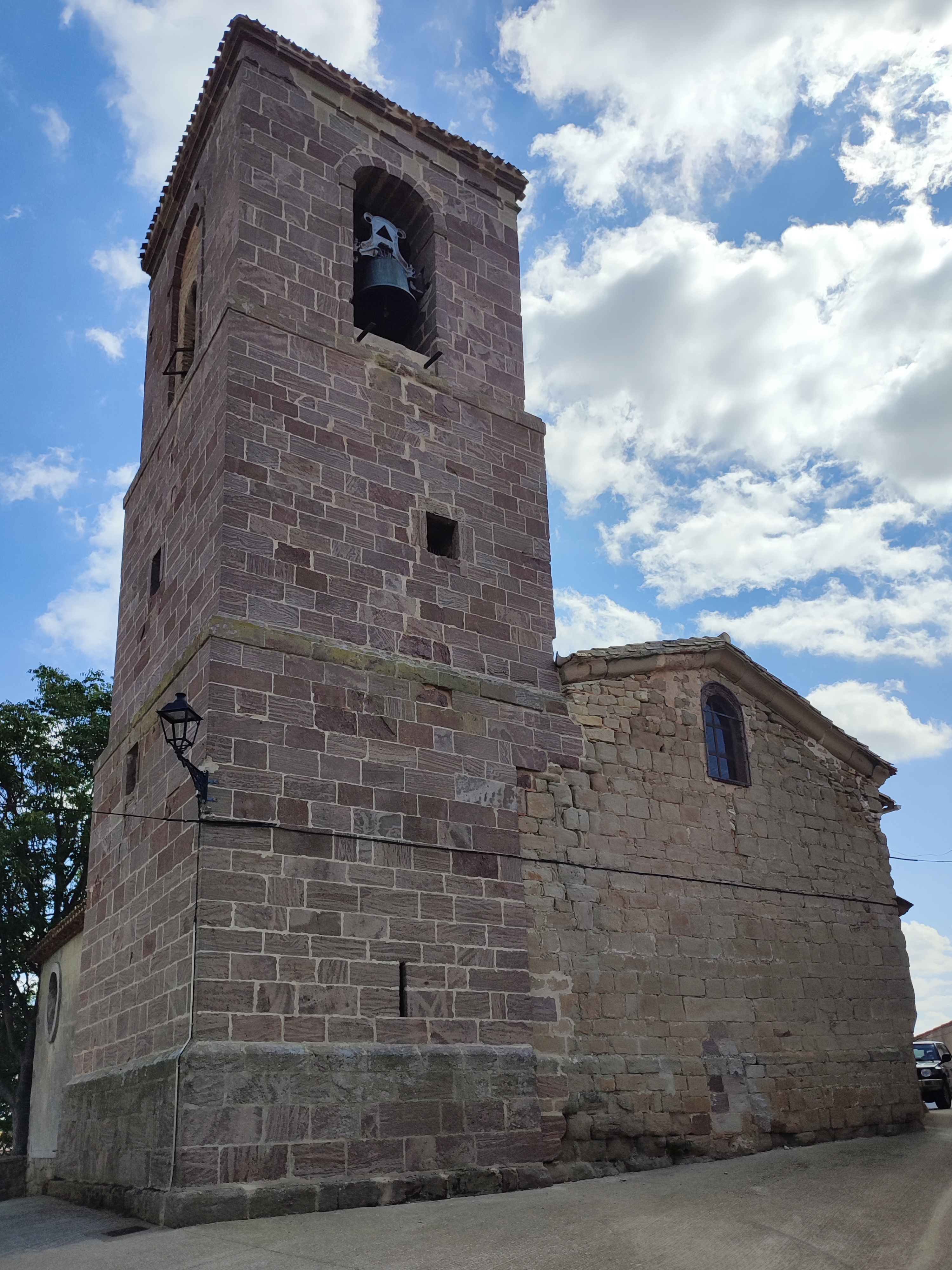
Torre y lado oeste de la iglesia de San Millán de Oco

La parroquia de San Millán, construida en torno a 1200 en estilo románico con influencias protogóticas procedentes del monasterio de Iranzu, presenta modificaciones sustanciales. El estilo románico se advierte en los cuatro tramos de la nave, jalonados por pilares con columnas adosadas excepto el soporte inmediato a la cabecera, compuesto por una columna que se entrega directamente al muro. También se manifiesta en el ábside semicircular cubierto por bóveda de horno. El influjo del Císter se advierte en los arcos fajones apuntados -dobles en la nave y sencillo el inmediato al ábside-, en las cubiertas de cañón asimismo apuntadas, en la portada y en la robustez y sobriedad general del edificio. Los muros de éste fueron ligeramente recrecidos en el siglo XVI. En 1598 se construyó la pequeña capilla gótica del lado del Evangelio, cubierta por bóveda de crucería simple, bajo el patrocinio de Juana de Beaumont, viuda de Martín de Bértiz, cuyas armas campean en la clave del arco de ingreso. A este mismo siglo pertenece también la sacristía, igualmente de estilo gótico, mientras que la erección de la torre, de estilo herreriano, data del año 1665 en que trabajaba en ella Miguel de Sartaguda; por estas fechas se estaba construyendo también el pórtico.
Se conserva una talla de la Virgen con el Niño, imagen gótica del siglo XIV pero con ojos de cristal y policromía rehecha, y otra de San Juan Bautista, de estilo hispanoflamenco de hacia 1500, igualmente retocada. Al siglo XVI pertenecen dos altorrelieves de piedra que reproducen imágenes de San Pedro y San Pablo en un torpe estilo expresivista, así como el retablo mayor que ostenta una traza vignolesca y una imaginería romanista próxima estilísticamente al círculo riojano. El efecto de conjunto es de calidad aceptable aunque el detalle resulta algo torpe. Hay también un retablo barroco de San Bartolomé, del tercer cuarto del siglo XVII, y varias piezas de orfebrería, alguna de ellas con marcas de Pamplona o Los Arcos.

### Arte civil
El palacio de este lugar aparece como de cabo de armería en una relación remitida por la Cámara de Comptos a la Cámara de Castilla en 1723, pero era solar noble con anterioridad. En 1513 había en la pequeña localidad nada menos que tres caballeros remisionados de cuarteles por su nobleza: Beltrán y Diego de Oco, y Diego Ximénez de Oco. En 1543, Remiro Ximénez de Oco percibía una merced de acostamiento de 15.000 maravedís. En 1723 pertenecía a Juan Francisco de Alduncin. Le sucedió en la posesión Pedro Antonio de Maruri, vecino de Madrid, que solicitó rebate en 1745.
En 1723 había otro palacio en el lugar, perteneciente a Pedro de Valcárcel. El Libro de Armería consigna el escudo del palacio de Oco, en el siglo XVI, como cinco cotizas de azur en campo de plata. Estas armas se ven todavía en una casa palaciana del pueblo, sobre la puerta, enmarcadas por un frontón triangular.
También destacan varias casas del siglo XVI con arcos de ingreso de medio punto marcados por fuertes dovelas; algunas de ellas ostentan escudos.
En la casa n.° 2 de la Calle Mayor, de la segunda mitad del siglo XVI, se ven dos cuerpos y ático de sillería, formando un gran bloque horizontal, culminando en alero de labores geométricas de ladrillo. Tiene una hermosa portada renacentista con amplio portalón de medio punto, moldurado en su rosca interna. Cuenta con escudo en cartela de cueros retorcidos con querubín inferior, mascarón por timbre y cinco bandas en su campo y otro blasón orlado de cadenas, con banda engolada por cabezas de dragones y bordura de diez rosetas.
El n.° 11 corresponde a un edificio de la segunda mitad del siglo XVI con gran portalón de medio punto. Tiene un escudo partido encima de este portalón.
En una casa de las afueras, blasón del siglo XVI de campo partido con dos ondas en cada uno de sus cuarteles. Ante esta casa, otra del siglo XVI. Es pequeña y desarrollada verticalmente en dos cuerpos y ático de sillería, abriéndose en amplio portalón de medio punto.